# ماركوس هوارد
ماركوس هوارد (بالإنجليزية: Marcus Howard)‏ هو لاعب كرة قدم أمريكية أمريكي، ولد في 10 أكتوبر 1985 في Huger, South Carolina ‏ في الولايات المتحدة.